# Juan José Camacho Barnola
Juan José Camacho Barnola, més conegut com a Juanjo Camacho (València, 2 d'agost de 1980) és un futbolista valencià, que ocupa la posició de migcampista atacant. Ha estat internacional amb les seleccions espanyoles inferiors. És germà del futbolista Ignacio Camacho Barnola, que ha militat a l'Atlètic de Madrid.
Format al planter del Reial Saragossa, abans de debutar a primera divisió amb l'equip aragonès va disputar la segona divisió amb el Recreativo de Huelva o la lliga escocesa amb el Livingston FC.
Sense continuïtat a l'equip saragossista, que el cedeix a la UE Lleida, continua la seua carrera en equips més modestos com la UD Vecindario o la SD Huesca, equip amb el qual és titular a la campanya 08/09, amb els aragonesos a la categoria d'argent.